# 长春考酯
长春考酯（英語：Vinconate）是一种有机化合物，分子式C18H20N2O2，其化学名为3-乙基-2,3,3a,4-四氢-1H-吲哚并[3,2,1-de][1,5]萘啶-6-甲酸甲酯，与长春胺结构上类似，用作益智藥。有专利报道了它的合成方法。